# 圣方济各玻日亚堂
37°30′14.2″N 15°5′4.3″E / 37.503944°N 15.084528°E

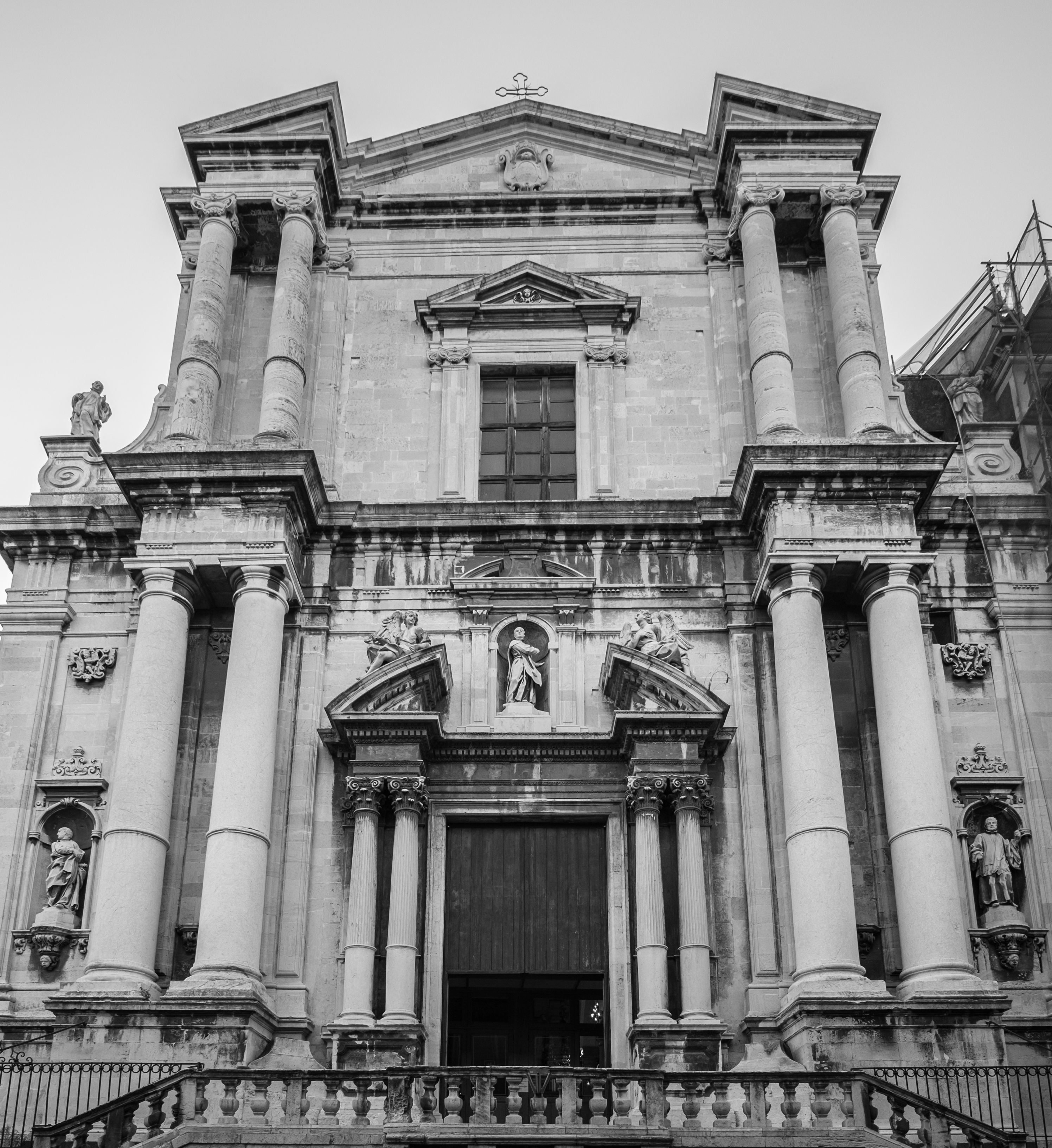
圣方济各玻日亚堂

圣方济各玻日亚堂（Chiesa di San Francesco Borgia）位于巴洛克城市卡塔尼亚最壮观的街道克罗奇费里街。门前设置双楼梯，两对大理石圆柱。内部有三个非常宽敞明亮的走道。祭台也是大理石，出自18世纪卡塔尼亚画家之手。穹顶的壁画为耶稣会主题，画家Olivio Sozzi。